# Volker Schmidt und Ellen Jonas

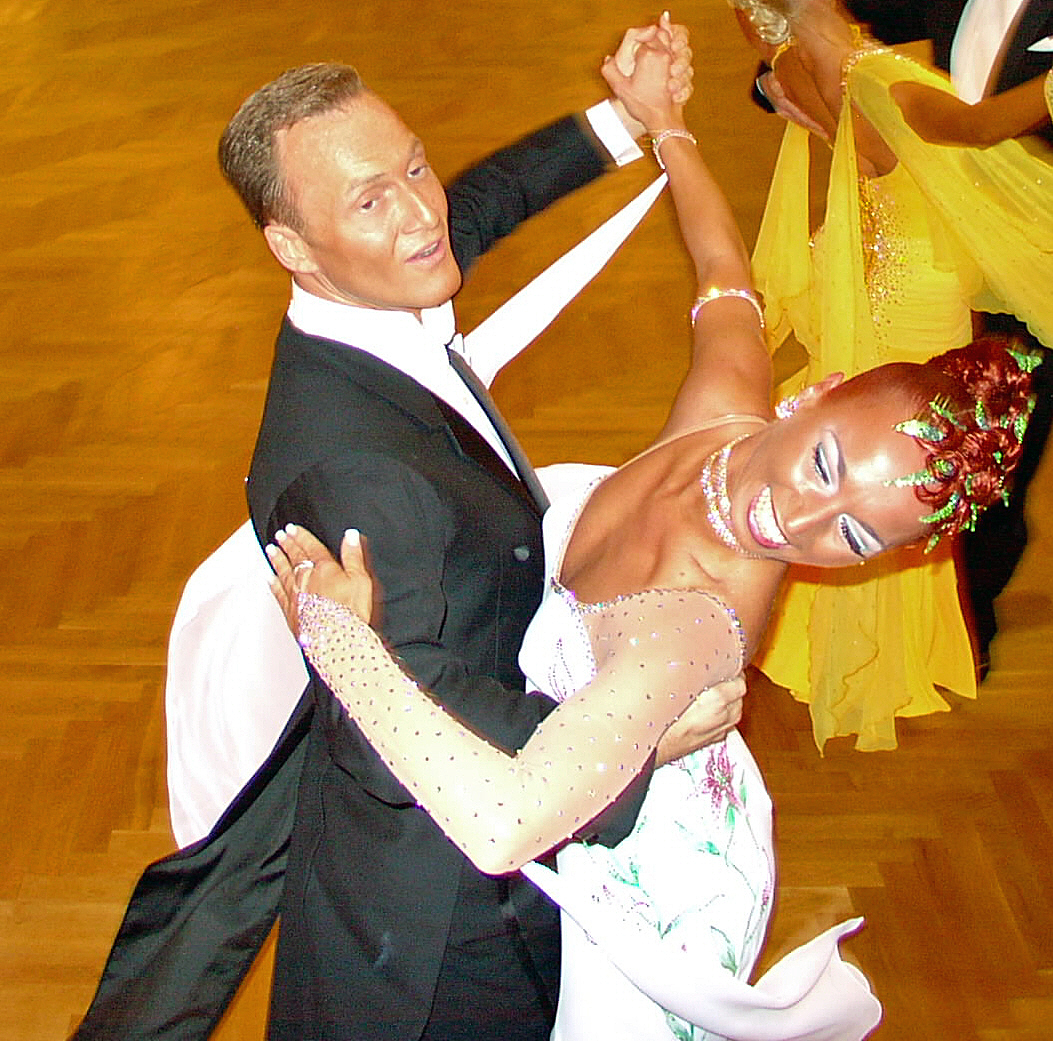
Volker Schmidt und Ellen Jonas, Schwarz-Rot-Club Wetzlar bei der Deutschen Meisterschaft Senioren I am 25. Okt. 2003 (Ausrichter: TSA im T.S.V. Glinde von 1930 e.V.)

Volker Schmidt und Ellen Jonas sind ein deutsches Tanzpaar. Das Paar ist dreifacher Weltmeister bei den Amateuren und dreifacher Weltmeister bei den Profis, mehrfacher Gewinner der German Open Championships (GOC), mehrfacher Deutscher Meister und mehrfacher Sieger beim Blackpool Dance Festival. Das Paar startete als Amateure für ihren Heimatclub Schwarz-Rot-Club Wetzlar.

## Geschichte
Volker Schmidt (* 1967 in Herborn) erlernte das Tanzen im Schwarz-Rot-Club Wetzlar, wo auch seine Eltern in der Sonderklasse große Erfolge feierten. Ellen Jonas (* 1968 in Dieburg) wuchs in Dieburg auf und hat dort ihre ersten Tanzschritte gemacht. Im Januar 1995 begannen sie ihre gemeinsame Karriere in der Sonderklasse. Das Paar startete fortan für den Schwarz-Rot-Club Wetzlar. Am 1. Januar 2003 wechselte das Paar zu den Senioren I (35 bis 45 Jahre) und drei Jahre später zu den Profis.

## Erfolge
Das Tanzpaar war sowohl in der Hauptgruppe als auch bei den Senioren I und bei den Profis national und international sehr erfolgreich.

### Hauptgruppe
Ihr erstes gemeinsames Großturnier in der Hauptklasse waren die German Open Championships (GOC) am 25. August 1995 in Mannheim. Hier belegte das Paar den 76. Platz. Ein Jahr später (31. August 1996) verbesserte es sich beim gleichen Turnier auf Rang 63. Unter die ersten Zehn schaffte es das Paar beim Blauen Band der Spree in Berlin am 29. März 1997. Seinen ersten Auftritt beim Blackpool Dance Festival am 29. Mai 1997 beendete es mit Platz 52. 
Im Weiteren sind nur Top-Ten-Ergebnisse aufgeführt:
| Datum             | Turnier/Ort                                                  | Platz |
| ----------------- | ------------------------------------------------------------ | ----- |
| 18. Oktober 1997  | 3rd Belgium Open, Lüttich, Belgien                           | 8     |
| 26. Oktober 1997  | Swiss InterCup, Zürich, Schweiz                              | 5     |
| 25. Oktober 1998  | Swiss InterCup, Zürich, Schweiz                              | 5     |
| 15. Mai 1999      | Hessen tanzt 1999, Frankfurt, Deutschland                    | 7     |
| 28. April 2001    | Bavarian Dance Days 2001, München, Deutschland               | 5     |
| 12. Mai 2001      | Hessen tanzt 2001, Frankfurt, Deutschland                    | 7     |
| 27. Mai 2001      | 26th Annual West European Dance Festival, Fleetwood, England | 6     |
| 10. Februar 2002  | 2nd Antwerp Stars Cup, Antwerpen, Belgien                    | 5     |
| 27. April 2002    | Bavarian Dance Days 2002, München, Deutschland               | 3     |
| 11. Mai 2002      | Hessen tanzt 2002, Frankfurt, Deutschland                    | 5     |
| 31. August 2002   | Sun Trophy 2002, Schweiz, Schweiz                            | 1     |
| 22. November 2002 | IDSF Open, Gießen, Deutschland                               | 7     |

### Senioren I
Bei der Senioren I haben Ellen Jonas und Volker Schmidt alle 36 internationalen Turniere, bei denen sie angetreten sind, gewonnen und waren über viele Monate Weltranglisten-Erste. Das erste Turnier in der Altersgruppe der Senioren I gewann das Paar bei den Celtic Classic 2003 in Irland am 21. Februar 2003. In dieser Klasse wurde das Paar dreimal (2003–2005) hintereinander Weltmeister. 
Weitere hervorzuhebende internationale Erfolge waren:
| Datum                                             | Turnier/Ort/Land                                                     | Platz                                                       |
| ------------------------------------------------- | -------------------------------------------------------------------- | ----------------------------------------------------------- |
| 10. Mai 2003, 8. Mai 2004, 7. Mai 2005            | Hessen tanzt 2003, 2004, 2005, Frankfurt, Deutschland                | 1                                                           |
| 23. August 2003, 19. August 2004, 19. August 2005 | German Open Championships (GOC), Mannheim und Stuttgart, Deutschland | 1                                                           |
| 13. September 2003                                | IDSF World Senior Championships, Ústí nad Labem, Tschechien          | 1. Weltmeister-Titel                                        |
| 25. Oktober 2003                                  | German Senior Standard Championships, Glinde, Deutschland            | Deutsche Meister                                            |
| 28. Mai 2004, 27. Mai 2005                        | Blackpool Dance Festival 2004, 2005, Blackpool, England              | 1                                                           |
| 10. September 2004                                | US-Open, Florida, Vereinigte Staaten                                 | 1                                                           |
| 17. Oktober 2004                                  | 10th Belgium IDSF Open, Belgien                                      | Weltmeister                                                 |
| 30. Oktober 2004                                  | German Senior Standard Championships, Bremen, Deutschland            | Deutsche Meister                                            |
| 4. Dezember 2004                                  | Leica-Ball, Wetzlar, Deutschland                                     | Sieg beim Heimturnier                                       |
| 25. März 2005                                     | Blaues Band der Spree, Berlin, Deutschland                           | 1                                                           |
| 3. September 2005                                 | Leica Competition 2005, Wetzlar, Deutschland                         | Verteidigung des Weltmeister-Titels vor heimischem Publikum |
| 29. Oktober 2005                                  | Gala Ball 2005, Aachen, Deutschland                                  | Deutsche Meister, letztes Sen.-I-Turnier                    |

### Profis
Auch bei den Professionals ist das Paar weiterhin sehr erfolgreich. Am 29. Mai 2006 traten die für Wetzlar startenden Profis erstmals in der neuen Klasse an. Bei den „Rising Stars“ des Blackpool Dance Festival 2006 errangen sie den 44. Platz. 2014 wurden Schmidt/Jonas Weltmeister der World Dance Council (WDC) Professionals in der Altersgruppe über 40 Jahre. Im italienischen Cervia siegten die Wetzlarer in den Standardtänzen souverän in allen fünf Tänzen. 
Weitere herauszuhebende Ergebnisse (alle Ergebnisse unter ):
| Datum              | Turnier/Ort/Land                                                                                       | Platz                   |
| ------------------ | --- | ----------------------- |
| 15. August 2006    | Professional Rising Star Standard bei den German Open 2006, Stuttgart, Deutschland                     | 7                       |
| 11. Oktober 2006   | Professional Rising Star Standard WTFQ(V) bei "The International Championships", London, England       | 20                      |
| 28. Oktober 2006   | Deutsche Meisterschaft der Profis, Köln, Deutschland                                                   | 5                       |
| 4. November 2006   | WDC European Professional Classic Showdance Championship 2006, Dresden, Deutschland                    | 6                       |
| 14. April 2007     | German Masters, Bochum, Deutschland                                                                    | 3                       |
| 5. Mai 2007        | Ukrainian Open 2007, Kiew, Ukraine                                                                     | 7                       |
| 28. Mai 2007       | "Professional Rising Star Ballroom" beim Blackpool Dance Festival 2007, England                        | 35                      |
| 15. August 2007    | "Professional Rising Star Standard" bei den German Open 2007, Stuttgart, Deutschland                   | 11                      |
| 22. September 2007 | German Professional Championships, Deutschland                                                         | 7                       |
| 6. Oktober 2007    | DPV Pro Tour German Classics Standard, Chemnitz, Deutschland                                           | 6                       |
| 30. Oktober 2007   | German showdance Championships, Troisdorf, Deutschland                                                 | 4                       |
| 11. November 2007  | Dutch Open 2007, Assen, Niederlande                                                                    | 15                      |
| 22. Januar 2008    | "Professional Rising Star Ballroom" bei den UK Open 2008, Bournemouth, England                         | 41                      |
| 29. März 2008      | Deutsche Meisterschaft, Limbach-Oberfrohna, Deutschland                                                | 6                       |
| 22. Juni 2008      | "Professional Standard WDC World Series" bei den Cervia Italian Open 2008, Cervia. Italien             | 7                       |
| 6. Februar 2009    | Antwerp Stars Cup 2009, Antwerpen, Belgien                                                             | 3                       |
| 20. November 2009  | Deutsche Meisterschaft, Gießen, Deutschland                                                            | 7                       |
| 22. Oktober 2010   | Monza Dance Festival 2010, Monza, Italien                                                              | 3                       |
| 20. Februar 2010   | Malta DanceSport Cup 2011, Valletta, Malta                                                             | 1. Sieg bei den Profis  |
| 26. März 2011      | WDC French Open & 11. Ingres Trophy, Montauban, Frankreich                                             | 6                       |
| 26. März 2011      | WDC French Open & 11. Ingres Trophy, WDC French Open Pro Over 40 Standard, Frankreich                  | 1                       |
| 3. Juni 2011       | Blackpool Dance Festival, England                                                                      | 84                      |
| 12. Juni 2011      | WDC Austrian Professional Championship, Österreich                                                     | 3                       |
| 24. Juni 2011      | XXVII Feinda Italian Open - Professional Over40 Ballroom, Italien                                      | 1                       |
| 10. September 2011 | USDC 2011 - Professional Ballroom Vereinigte Staaten                                                   | 26                      |
| 6. November 2011   | Singapore Open Dance Championship Volksrepublik China                                                  | 8                       |
| 4. Dezember 2011   | WDC Disney Resort 2011 Frankreich                                                                      | 11 und 22               |
| 11. Januar 2012    | The Star Championships 2012 England                                                                    | 30                      |
| 1. Juni 2012       | Blackpool Dance Festival 2012 England                                                                  | 87                      |
| 16. Juni 2012      | International Dance Masters 2012 Mannheim - Professional Ballroom (WDC World Super Series) Deutschland | 12                      |
| 29. Juni 2012      | 2012 Italian Open Championships Italien                                                                | 1                       |
| 5. August 2012     | The 2nd Singapore Open Dance Championship 2012 Volksrepublik China                                     | 6                       |
| 22. September 2012 | WDC AL Swiss Open 2012 Schweiz                                                                         | 7                       |
| 13. Oktober 2012   | London Ball England                                                                                    | 25                      |
| 27. Januar 2013    | Kyiv Open Ukraine                                                                                      | 13                      |
| 13. März 2013      | French Open & 13. Ingres Trophy - Open WDC Pro Over 35 Standard Frankreich                             | 1                       |
| 20. April 2013     | WDC World Professional Ballroom Russland                                                               | 39                      |
| 31. Mai 2013       | Blackpool Dance Festival 2013 Professional Ballroom England                                            | 59                      |
| 22. Juni 2013      | WDC German Open 2013 Deutschland                                                                       | 10CAN-AM Dancesportgala |
| 28. Juni 2013      | Italian Open Championships Italien                                                                     | 16                      |
| 7. September 2013  | US Open 2013 Vereinigte Staaten                                                                        | 25                      |
| 2. November 2013   | Parinama Shanghai Open WDC World Trophy Volksrepublik China                                            | 16                      |
| 17. November 2013  | Singapore Open Dance 2013 Professional Senior Over 40 Standard (W.T.SF.QS) Singapur                    | 1                       |
| 9. Mai 2014        | German Professional Championships Professional Senior Ballroom Deutschland                             | 1                       |
| 26. Juni 2014      | Dance Festival 2014 Italien WDC World Champ Professional Ballroom 40+ Italien                          | Weltmeister             |
| 1. August 2015     | Weltranglistenturnier CAN-AM Dancesportgala Toronto, Standard, Kanada                                  | 3                       |
| 1. August 2015     | Weltranglistenturnier CAN-AM Dancesportgala Toronto, Standard Kür, Kanada                              | 4                       |

## Trainer
Das Paar trainiert und trainierte hauptsächlich bei Augusto Schiavo, dem verstorbenen Bundestrainer Oliver Wessel-Therhorn und Andrew Sinkinson.

## Trainertätigkeit
Seit 2010 trainieren Ellen Jonas und Volker Schmidt die Turnierpaare des Schwarz-Rot-Clubs Wetzlar.

## Auszeichnungen
- Nach den Siegen bei den Weltmeisterschaften Auszeichnung durch die Stadt Wetzlar
- Sportler des Jahres in Mittelhessen